# Konz
Konz là một đô thị ở huyện Trier-Saaburg, bang Rheinland-Pfalz, Đức. Đô thị Konz có diện tích 44,54 km². Konz nằm ở nơi hợp lưu của các sông Saar và Moselle, cự ly khoảng 8 km về phía tây nam Trier.
Konz là thủ phủ của Verbandsgemeinde ("đô thị tập thể") Konz. Các làng sau thuộc đô thị Konz:
- Canet
- Filzen
- Hamm
- Karthaus
- Könen
- Krettnach
- Kommlingen
- Niedermennig
- Oberemmel
- Obermennig
- Roscheid